# A vezércsel (televíziós sorozat)
A vezércsel (eredeti cím: The Queen's Gambit) amerikai drámai minisorozat, amely Walter Tevis 1983-as azonos című regénye alapján készült. A sorozatot Scott Frank és Allan Scott alkotta és a Netflixen mutatták be 2020. október 23-án.

## Szereplők

### Főszereplők
- Anya Taylor-Joy mint Beth Harmon
  - Isla Johnston mint a fiatal Beth Harmon
  - Annabeth Kelly mint az 5 éves Beth Harmon
- Bill Camp mint Mr. Shaibel
- Moses Ingram mint Jolene
- Christiane Seidel mint Helen Deardorff
- Rebecca Root mint Miss Lonsdale
- Chloe Pirrie mint Alice Harmon
- Akemnji Ndifornyen mint Mr. Fergusson
- Marielle Heller mint Mrs. Alma Wheatley
- Harry Melling mint Harry Beltik
- Patrick Kennedy mint Allston Wheatley
- Jacob Fortune-Lloyd mint Townes
- Thomas Brodie-Sangster mint Benny Watts
- Marcin Dorociński mint Vasily Borgov

### Mellékszereplők
- Sergio Di Zio mint Beth apja
- Dolores Carbonari mint Margaret
- Matthew Dennis Lewis mint Matt
- Russell Dennis Lewis mint Mike
- Janina Elkin mint Mrs. Borgov

## Epizódok
| #  | Cím                          | Rendező     | Író         | Premier                             |
| -- | ---------------------------- | ----------- | ----------- | ----------------------------------- |
| 1. | Megnyitások (Openings)       | Scott Frank | Scott Frank | 2020. október 23. 2020. október 23. |
| 2. | Cserék (Exchanges)           | Scott Frank | Scott Frank | 2020. október 23. 2020. október 23. |
| 3. | Dupla gyalog (Doubled Pawns) | Scott Frank | Scott Frank | 2020. október 23. 2020. október 23. |
| 4. | Középjáték (Middle Game)     | Scott Frank | Scott Frank | 2020. október 23. 2020. október 23. |
| 5. | Villa (Fork)                 | Scott Frank | Scott Frank | 2020. október 23. 2020. október 23. |
| 6. | Függőjátszma (Adjournment)   | Scott Frank | Scott Frank | 2020. október 23. 2020. október 23. |
| 7. | Végjáték (End Game)          | Scott Frank | Scott Frank | 2020. október 23. 2020. október 23. |

## Per
Nona Gaprindasvili grúz női sakkvilágbajnok 2021 szeptemberében beperelte a Netflixet becsületsértésért, mivel a sorozat egyik epizódjában elhangzik, hogy Gaprindasvili „sosem állt ki férfiak ellen”, ami nem igaz, mivel 1968-ig 59 férfival mérkőzött meg. A Netflix a kereset elutasítását kérte azon az alapon, hogy a történet kitalált, a bíró azonban a felperesnek adott igazat, így a per 2022-ben folytatódik.